# راسلمينيا 25
راسلمينيا 25، التي روّج أيضًا باسم الذكرى الخامسة والعشرين لريسلمانيا، كان حدث مصارعة احترافية بنظام الدفع مقابل المشاهدة أُقيم في عام 2009 وأنتجته شركة المصارعة العالمية الترفيهية (دبليو دبليو إي). مثّل هذا الحدث النسخة السنوية الخامسة والعشرين من سلسلة راسلمينيا، واحتضنه ملعب ريلاينت يوم الخامس من أبريل عام 2009، جامعًا مصارعي العلامات الثلاث الكبرى: رو، سماكداون وإي سي دبليو. سُجّل بذلك ثاني ظهور لراسلمينيا في مدينة هيوستن، بعد النسخة السابعة عشرة التي أقيمت سنة 2001 في قبة ريلاينت أسترودوم. واختُتمت بهذا الحدث مشاركة علامة إي سي دبليو في راسلمينيا، إذ جرى حلّها في شباط من عام 2010، كما دُشّنت في هذه الدورة أولى عروض العصر الموجَّه للفئة العمرية العامة المعروفة بـ حقبة البي جي.
ضمّ العرض ثماني مواجهات، متوّجًا بطاقة الحدث بسلسلة من النزالات الكبرى التي ضمّت أكثر من نزال رئيسي. خُتمت الليلة بمباراة فردية جمعت بين تريبل إتش وراندي أورتن، حيث نجح الأول في الحفاظ على بطولة دبليو دبليو إي ممثّلًا عن علامة رو. أما النزال الرئيسي لعلامة سماكداون، فقد شهد انتصار جون سينا في مباراة ثلاثية على إيدج – حامل اللقب – وبيغ شو، منتزعًا بطولة العالم للوزن الثقيل. وبرز نزال علامة إي سي دبليو في العرض التمهيدي، حيث توحّد فريق ذا كولونز(كارليتو وبريمو) – أبطال فرق الزوجي من سماكداون – على خصومهم جون موريسون وذا ميز – أبطال العالم الفرق من إي سي دبليو – في مباراة حطابين، ليُتوّج الكولونز أبطالًا موحَّدين. وألهب اللقاء المرتقب بين أندرتيكر وشون مايكلز أجواء الحدث، إذ واصل أندرتيكر سلسلة انتصاراته في راسلمينيا لتبلغ 17 فوزًا دون هزيمة. كما شهدت النزالات التكميلية فوز مات هاردي على شقيقه جيف هاردي في مباراة إكستريم رولز، وهزم كريس جيريكو الثلاثي الأسطوري المكوّن من رودي بايبر، وريكي ستيمبوت، وجيمي سنوكا، بينما تُوّج سي إم بانك منتصرًا في مباراة السلالم السنوية على حقيبة ماني إن ذا بانك.
أُطلقت تذاكر الحدث للبيع العام في الثامن من نوفمبر عام 2008، ليواصل راسلمينيا وللعام الثالث على التوالي كسره للأرقام القياسية ليكون أعلى العروض دخلًا في تاريخ مؤسسة دبليو دبليو إي، حيث بلغت إيرادات بيع التذاكر نحو 6٫9 ملايين دولار أمريكي، بمشاركة جماهيرية شملت جميع الولايات الأمريكية الخمسين، إلى جانب 24 دولة وسبع مقاطعات كندية. وحقّق الحدث ما يُقدّر بنحو 960 ألف عملية شراء عبر خدمات الدفع مقابل المشاهدة، مولّدًا ما يزيد عن 21 مليون دولار من العائدات. وأسهم المهرجان في ضخّ ما يُقدّر بـ49٫8 مليون دولار في الاقتصاد المحلي، إلى جانب توليد 5٫7 ملايين دولار من عائدات الضرائب المحلية، مع ما يعادل ستمئة وظيفة بدوام كامل للمنطقة. وسُجّلت في المدرجات حضور ٧٢٫٧٤٤ متفرّج، ليُعدّ ثامن أكبر حضور جماهيري في تاريخ راسلمينيا.

## الإنتاج

### الخلفية

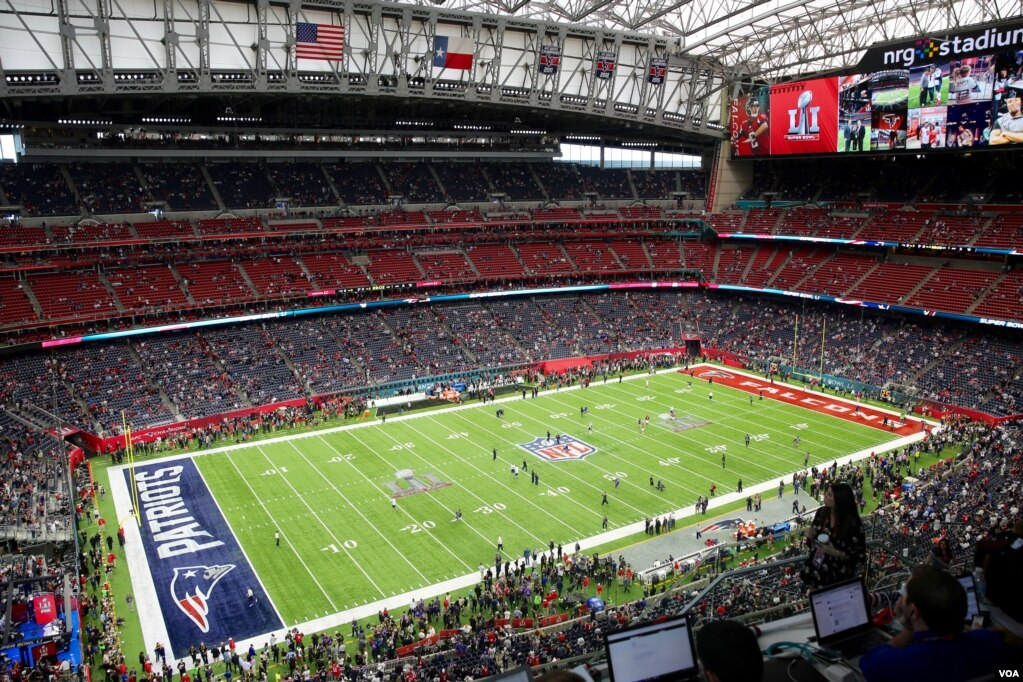
أقيم الحدث في ملعب ريلاينت في هيوستن، تكساس.

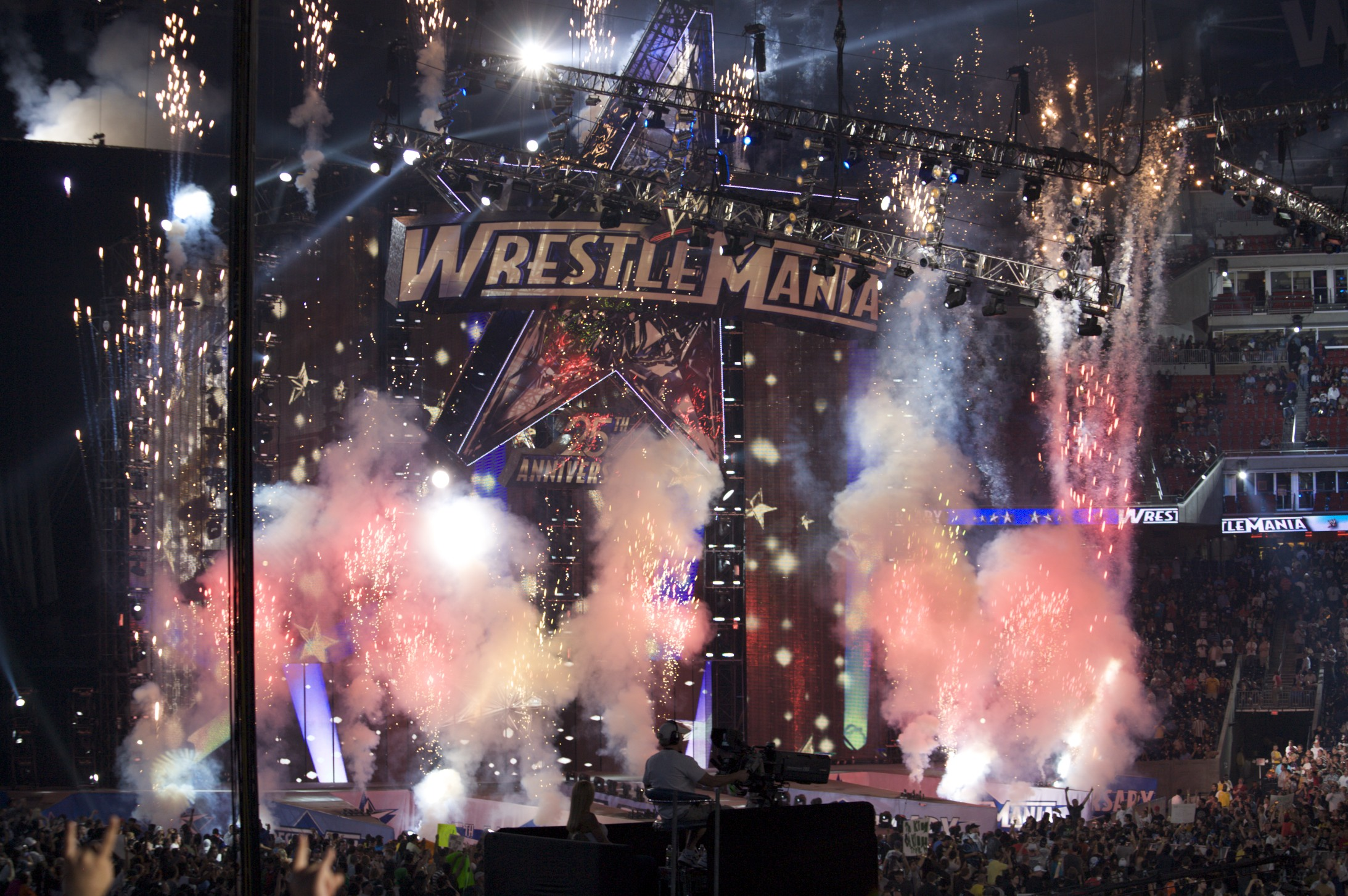
الألعاب النارية من مدخل راسلمينيا 25، أمام حضور يبلغ 72,744 مشجعًا.

انطلقت سلسلة راسلمينيا بوصفها العرض الرئيسي الأبرز لمؤسسة المصارعة العالمية الترفيهية، منذ انطلاق نسختها الأولى سنة 1985، لتتحوّل مع مرور الزمن إلى أطول مهرجان مصارعة احترافية يُقام بصورة سنوية في التاريخ. وتُعقد فعالياته بانتظام بين منتصف مارس ومنتصف أبريل من كل عام. رسّخت هذه السلسلة مكانتها باعتبارها أولى العروض المدفوعة التي أطلقتها المؤسسة، إلى جانب رويال رامبل، وسمرسلام، وسرفايفر سيريس، وهي العروض الأربعة التي يُشار إليها اصطلاحًا باسم "الأربعة الكبار". استضاف ملعب ريلاينت في مدينة هيوستن بولاية تكساس فعاليات النسخة الخامسة والعشرين من راسلمينيا في الخامس من أبريل سنة 2009، جامعًا نجوم علامات رو، سماكداون وإي سي دبليو. وروّجت المؤسسة لهذا الحدث تحت عنوان "الذكرى الخامسة والعشرون لراسلمينيا"، وجرى تقديمه كتابيًا بصيغة "راسلمينيا الذكرى الخامسة والعشرون".
روّجت مؤسسة المصارعة العالمية الترفيهية للنسخة الخامسة والعشرين بشعار دعائي لافت هو: "كلّ شيء في تكساس أعظم، وخصوصًا راسلمينيا"، بصفتها النسخة الثانية من راسلمينيا التي تستضيفها مدينة هيوستن وولاية تكساس، بعد راسلمينيا السابعة عشرة سنة 2001 في قبة الأستردوم، وذلك منذ الإعلان الرسمي عن الحدث في راسلمينيا الرابعة والعشرين في مارس 2008. ومع اقتراب نهاية العام نفسه، اعتمدت المؤسسة تسمية "الذكرى الخامسة والعشرون لراسلمينيا" عنوانًا رئيسيًا للترويج للحدث. وكان من المقرر أن تُطرح التذاكر للبيع في العشرين من سبتمبر 2008، إلا أن المؤسسة اضطرت إلى تأجيل الموعد مراعاةً للظروف التي خلّفها إعصار آيك على المناطق القريبة من خليج المكسيك، وذلك بعد إعلان حاكم ولاية تكساس ريك بيري المنطقة المتضرّرة منطقة كوارث. وبعد تأجيل إضافي نتيجة آثار الإعصار على الولاية، أعلنت المؤسسة أن انطلاق بيع التذاكر سيؤجَّل حتى الثامن من نوفمبر 2008.
اختيرت مجموعة من الأغاني لتكون السمات الموسيقية الرسمية للحدث، أبرزها "آلة الحرب" و"أطلق النار لتقتل" بنسختهما الحيّة من أداء فرقة "إيه سي/دي سي"، إلى جانب أغنية "ساخنة جدًا" من الفنان كيد روك. واعتمدت المؤسسة كذلك أغنيتي "كراش" لفرقة "ديسايفر داون" و"ملموس" لفرقة "فاست"، ضمن فقرات الحدث المتنوعة.

### التسويق
صرّحت نائبة الرئيس التنفيذي لمؤسسة المصارعة العالمية الترفيهية، ميشيل ويلسون، بأن راسلمينيا 25 حظي بأوسع حملة ترويجية في تاريخ المهرجان. وشملت الحملة الترويجية اتفاقية مع سلسلة متاجر "كمارت" أُتيحت بموجبها خصومات على سعر العرض المدفوع، إلى جانب تعاون مع منصّتي "دايركت تي في" و"ديش نتورك" للترويج عبر خدمات التلفاز التفاعلي. ووسّعت المؤسسة نطاق الحملة لتشمل إرساليات بريدية إلى جماهير سبق لهم شراء عروض راسلمينيا، أو عروض الملاكمة الاحترافية، أو الفنون القتالية المختلطة، لحثّهم على متابعة هذا الحدث. وأنفقت المؤسسة ما يقارب عشرة ملايين دولار أمريكي على إعلانات تلفزيونية موزّعة على عدد من القنوات الكبرى، من بينها "إي إس بي إن"، و"إم تي في"، و"يو إس إي نِتوورك". وتولّى الحرس الوطني للجيش الأمريكي رعاية الحدث بصفته الراعي الرئيسي، مستغل المناسبة في دعم جهود التجنيد. واحتفاءً بالمهرجان، أصدرت شركتا "تي إتش كيو" و"يوكس" لعبة فيديو بعنوان أساطير دبليو دبليو إي في راسلمينيا، طُرحت في الأسواق قبل أسابيع من الحدث، وضمّت مجموعة من أبرز نجوم الماضي.
وكما جرت العادة في نسخ راسلمينيا السابقة، نُظّمت سلسلة من الفعاليات في الأسبوع الذي سبق الحدث الرئيسي. وللعام الثاني تواليًا، استضافت مدينة هيوستن معرضًا فنيًا بعنوان راسلمينيا آرت، أقيم في مبنى جوليا إيديسون بتاريخ الأول من أبريل، وضمّ أعمالًا فنية قدّمها مصارعو المؤسسة وفنانون محليون، حيث خُصّص ريع المزاد الفني لصالح مؤسسة مكتبة هيوستن العامة. كما استُضيف مهرجان الجماهير السنوي راسلمينيا أكسس في مركز ريلاينت بين الثاني والخامس من أبريل. وفي الرابع من الشهر نفسه، احتضن مركز تويوتا حفلة إدراج الأسماء في قاعة مشاهير دبليو دبليو إي، حيث استُقبل أعضاء دفعة عام 2009 رسميًا في مراسم احتفالية خاصة.

### القصص المحورية
ضمّ مهرجان راسلمينيا مواجهاتٍ بين عدد من نجوم المصارعة المحترفة، جاءت امتدادًا لعداوات وسيناريوهات درامية سابقة جرى تطويرها عبر برامج مؤسسة المصارعة العالمية الترفيهية، وهي: رو، وسماكداون ليلة الجمعة، وإي سي دبليو على ساي فاي. وتقمّص المصارعون أدوار "الشرير" (هيل) أو "الطيّب" (فيس) ضمن حبكات قصصية تصاعدت أحداثها تدريجيًا، حتى بلغت ذروتها في نزالات فردية أو جماعية ضمن الحدث المرتقب. واستعرض العرض مصارعين من برامج رو وسماكداون وإي سي دبليو، وهي أقسام سردية تُوزّع بموجبها المؤسسة نجومها على برامج تلفزيونية منفصلة تحمل الأسماء ذاتها.
انتزع جون "برادشو" ليفيلد (جي بي إل) بطولة القارّات من المصارع سي إم بانك، وذلك خلال حلقة رو بتاريخ 9 مارس. وبعد أسبوع واحد، تقدّم غريمه القديم ري ميستيريو بتحدٍّ رسمي لمواجهة جي بي إل على لقب بطولة القارّات في راسلمينيا، وهو التحدي الذي قبله جي بي إل. وبهذا، سجّل الحدث أوّل دفاع عن لقب بطولة القارّات في راسلمينيا منذ النسخة الثامنة عشرة. وفي حلقة رو بتاريخ 30 مارس، نجح ميستيريو في تثبيت خصمه في نزال غير مُقيّد على اللقب.
هزم شون مايكلز خصمه جي بي إل في عرض "نو واي آوت"، في نزال شُرط فيه أنّه في حال فاز جي بي إل، فإنّه سيحصل على الحقوق الكاملة لاستخدام اسم وصورة مايكلز. وفي حلقة رو بتاريخ 16 فبراير، تقدّم مايكلز بطلب إعادة المواجهة، بشرط أنّ الفائز سينال فرصة مواجهة أندرتيكر في راسلمينيا لمحاولة كسر سلسلته التاريخية. وبعد أسبوع، تمكّن مايكلز من هزيمة جي بي إل، لكن الإدارة أعلنت لاحقًا أنّه سيتعيّن عليه تجاوز خصم إضافي هو فلاديمير كوزلوف، الذي طالب بدوره بمواجهة أندرتيكر. وفي الأسبوع التالي، تغلّب مايكلز على كوزلوف، لينتزع رسميًا فرصة التحدي أمام "الرجل الميت" في راسلمينيا. وفي الأسبوع اللاحق، شارك مايكلز وأندرتيكر سويًا في نزال فرق ضد كوزلوف وجي بي إل، وحققا الفوز، ليعمد مايكلز بعد ذلك إلى مهاجمة أندرتيكر. واستمرّت بين النجمين لعبة العقل والتصعيد النفسي طوال الأسابيع التي سبقت المواجهة الكبرى.

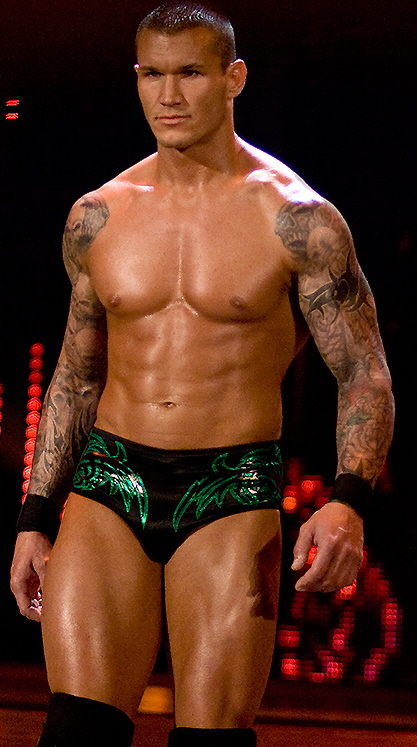
راندي أورتن، المتنافس على بطولة دبليو دبليو إي في راسلمينيا 25

جاءت المواجهة الرئيسية لراسلمينيا 25 لتدور حول بطولة دبليو دبليو إي، واستندت جذورها إلى فوز راندي أورتن بنزال "رويال رامبل" في عرض يناير. وبموجب شروط ذلك النزال، مُنح أورتن الحق في اختيار البطولة التي يرغب في المنافسة عليها في راسلمينيا، سواء بطولة دبليو دبليو إي أو البطولة العالمية للوزن الثقيل أو بطولة إي سي دبليو. وبالتوازي مع ذلك، بدأ أورتن حملة هجوم شرسة استهدفت عائلة مكمان، مالكي مؤسسة المصارعة. وخلال هذه الاعتداءات، سدّد أورتن ركلة قاسية لكلٍّ من فينس مكمان وابنه شين، كما نفّذ حركة "آر كي أو" على ستيفاني مكمان، ابنة فينس وزوجة بطل دبليو دبليو إي تريبل إتش، ما أثار غضب الأخير. وفي حلقة رو بتاريخ 2 مارس، أقنع تريبل إتش خصمه أورتن باختيار التنافس على بطولة دبليو دبليو إي في راسلمينيا. وتصاعدت حدّة الصراع في الأسابيع التالية، إذ عمد تريبل إتش إلى مهاجمة أورتن خلف الكواليس وفي منزله الخاص، ليردّ أورتن بالاعتداء على زوجة خصمه، ستيفاني. وعلى إثر ذلك، استعان تريبل إتش بزوج أخته شين مكمان، ووالد زوجته فينس مكمان، في تصعيد جديد للمواجهة.

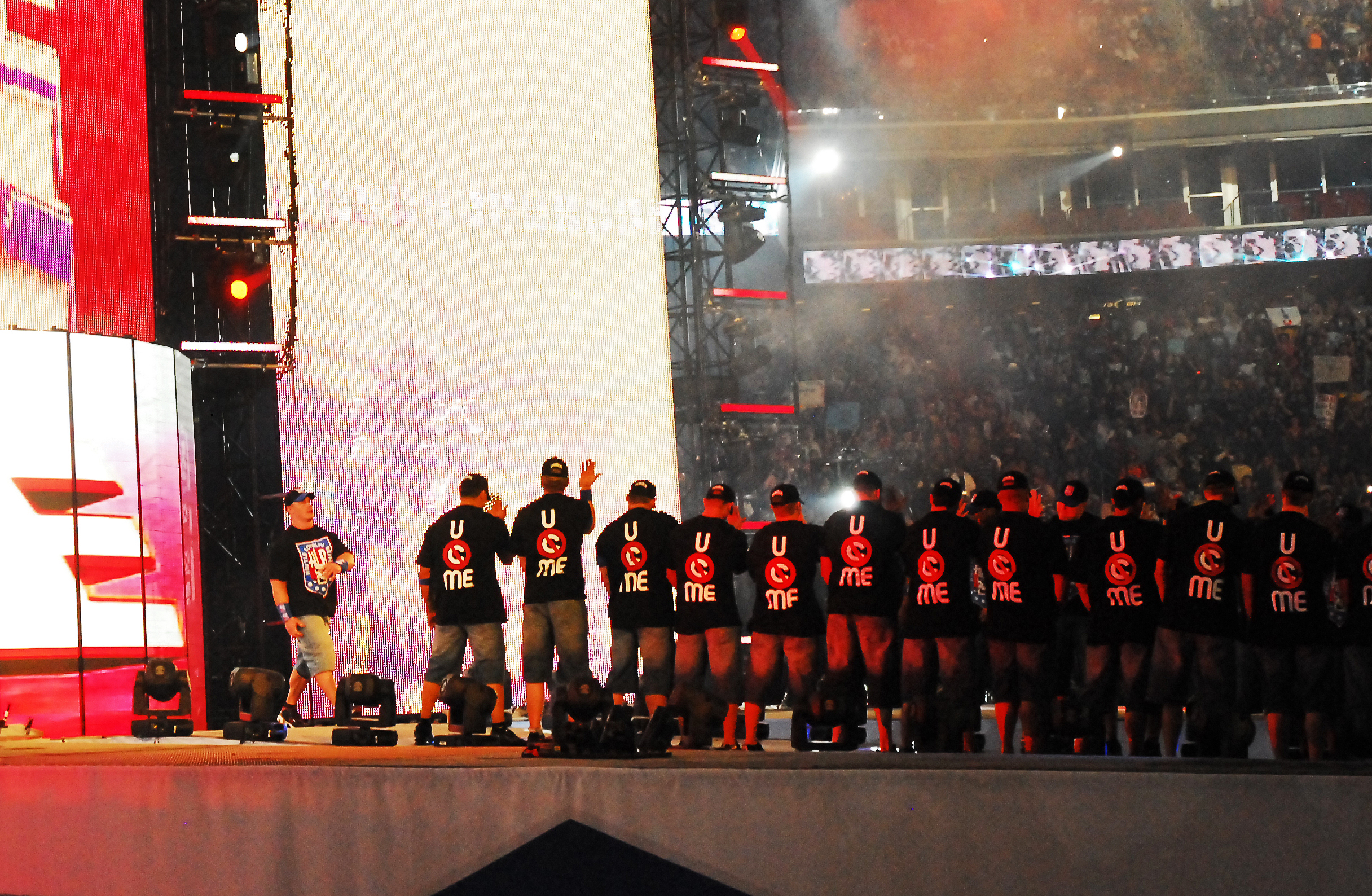
جون سينا، الذي يظهر هنا أثناء دخوله إلى راسلمينيا 25، تحدى إيدج وبيج شو على لقب بطولة العالم للوزن الثقيل.

عقب النزال الرئيسي في حلقة رو بتاريخ 2 مارس، أعلنت فيكي غيريرو، مديرة عرض سماكداون، أنّ زوجها إيدج سيدافع عن بطولة العالم للوزن الثقيل ضد بيغ شو في راسلمينيا. وكان من المقرر توقيع العقد الرسمي للنزال في الحلقة التالية من سماكداون، غير أنّ جون سينا – الذي انتزع منه إيدج اللقب في عرض "نو واي آوت" السابق عبر مواجهة غرفة الإقصاء – تدخّل في مراسم التوقيع، واقترب من أذن فيكي هامسًا بكلمات غامضة أدت إلى إلغاء التوقيع. وفي الأسبوع التالي في رو، أعلنت فيكي، مفاجئةً إيدج وبيغ شو، عن انضمام سينا إلى النزال ليصبح ثلاثي الأطراف. وكُشف لاحقًا أنّ سينا ابتزّ غيريرو عبر مقطع مصوّر يوثّق علاقتها السرية مع بيغ شو، الأمر الذي منحه الحق في دخول النزال. وفي حلقة رو التالية، وقف إيدج وفيكي وبيغ شو لمواجهة سينا، بعد أن كشف الأخير عن العلاقة بين المديرة وبيغ شو، ما أثار استياءهم جميعًا. ونظمت فيكي مواجهة بين إيدج وسينا، على أن تكون هي الحكم الخاص. وأفضى هذا الترتيب إلى تركيز العداء بأكمله ضد سينا، الذي حُذّر من الاقتراب من فيكي حتى لا يفقد فرصته في نزال البطولة في راسلمينيا، ما جعل المواجهة غير متكافئة بطبيعتها. وبينما كان إيدج وسينا يتصارعان، تقدم بيغ شو ببطء نحو الحلبة، وحين وصل، تعاون مع إيدج لتقييد سينا بين الحبال. وتوالت الضربات عليه، إذ وجّه إليه إيدج ضربة رمح قوية، وصفعته فيكي، قبل أن يسدد بيغ شو لكمات ضخمة إلى أضلاعه وفكه. ثم وجّه إيدج ضربة رمح إلى بيغ شو نفسه، موجهًا رسالة حاسمة بأنه ينوي الحفاظ على لقبه في راسلمينيا.
أُعلن عن إقامة النسخة الخامسة من نزال "ماني إن ذا بانك" في عرض رو بتاريخ 23 فبراير، وهو نزال سلالم تنافسي على حقيبة تحوي عقدًا رمزيًا يمنح حاملها حق المطالبة بمواجهة على بطولة دبليو دبليو إي، أو بطولة العالم للوزن الثقيل، أو بطولة إي سي دبليو في أي وقت أو مكان يختاره خلال عام كامل. واشترطت المشاركة في النزال الفوز بمباراة تأهيلية، وهي عملية انطلقت في حلقة رو في 23 فبراير، حين تأهّل سي إم بانك بفوزه في مواجهة ثلاثية على ذا ميز وجون موريسون. وفي الأسبوع التالي من رو، ضمن كين مكانه بتغلبه على ري ميستيريو ومايك نوكس في مواجهة ثلاثية أخرى. وفي الليلة التالية ضمن عرض إي سي دبليو، تأهّل مارك هنري بفوزه على سانتينو ماريلا. وتأهّل كل من مونتيل فونتافيوس بورتر (إم في بي) وشيلتون بنجامين في حلقة سماكداون بتاريخ 6 مارس، بعد فوزهما في نزالات فردية على مات هاردي وجيف هاردي على التوالي. وفي حلقة رو بتاريخ 9 مارس، ضمن كوفي كينغستون مشاركته بفوزه على كريس جيريكو. أما في الليلة التالية ضمن عرض إي سي دبليو، فقد تأهّل كريستيان بعد فوزه في مباراة باتل رويال، عندما أقصى تشافو غيريرو جونيور في النهاية. واكتملت قائمة المشاركين بتأهل فينلي في حلقة سماكداون بتاريخ 13 مارس، إثر فوزه على براين كيندريك. وخلال الأسابيع التالية، خاض المصارعون المشاركون مواجهات فرق ثمانية ضد ثمانية، وكذلك باتل رويال جماعية جمعتهم جميعًا.

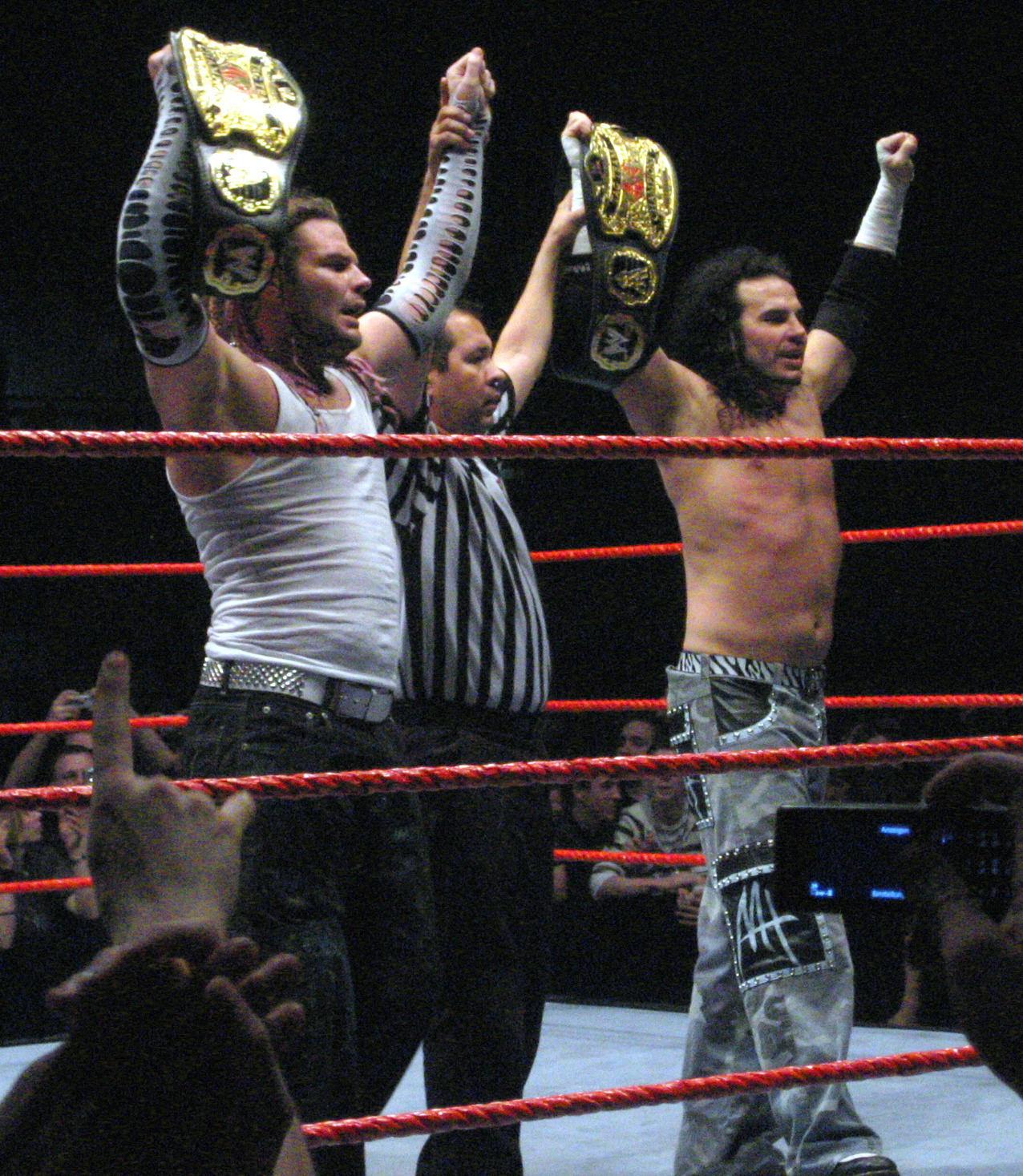
دخل الأخوين جيف (يسار) ومات هاردي (يمين) في عداوة قبل راسلمينيا.

شهدت الاستعدادات لراسلمينيا 25 تأجيج عداوةٍ خاصة بين الشقيقين مات وجيف هاردي. ففي نزال جيف ضد إيدج على بطولة دبليو دبليو إي في عرض "رويال رامبل"، دخل مات إلى الحلبة ظاهريًا لمساعدة شقيقه، لكنّه صدم الجميع عندما انقلب عليه ووجّه إليه ضربة عنيفة بالكرسي الحديدي، متسببًا في خسارته للنزال واللقب. وبعدما خسر مات مباراته التأهيلية لمنافسة "ماني إن ذا بانك" أمام إم في بي في حلقة سماكداون بتاريخ 6 مارس، تدخّل في نزال التأهيل الخاص بجيف لاحقًا تلك الليلة، بضربه خصم جيف شيلتون بنجامين، ما أدى إلى استبعاد جيف. وفي الأسبوع التالي، صعّد مات استفزازاته بالحديث عن سلسلة حوادث غامضة تعرّض لها شقيقه، مثل العثور عليه فاقدًا للوعي في درج فندق قبيل عرض "سرفايفر سيرييس" – وهو الحادث الذي حرمه من المشاركة في نزال البطولة وحلّ إيدج بديلًا عنه – فضلًا عن حادث اصطدام متعمّد بسيارته، وحادثة الألعاب النارية التي تعثرت أثناء دخوله للحلبة. وأشار أيضًا إلى حريق اندلع في منزل جيف قبل عام وأودى بحياة كلبه جاك. وأدى هذا التراكم إلى انفجار غضب جيف، الذي كان قد التزم الصمت طويلًا، فردّ على شقيقه بالهجوم. وأُعلن في وقت لاحق من تلك الليلة عن إقامة نزال بين الأخوين في راسلمينيا، قبل أن يُعلن في الأسبوع التالي أن المواجهة ستُقام بقوانين "إكستريم رولز".
شهدت حلقة سماكداون بتاريخ 23 يناير انتصار فريق "ذا كولونز" (بريمو وكارليتو)، أبطال دبليو دبليو إي للفرق الثنائية، على جون موريسون وذا ميز، أبطال العالم للفرق الثنائية، في نزال فرق. وبعد هزيمتهما، لجأ ميز وموريسون إلى مضايقة خصميهما عبر برنامجهما الأسبوعي على الإنترنت ذا ديرت شيت، وسخروا من عجز الأخوين في علاقتهما مع التوأم بيلا. وتقابل الفريقان مجددًا في حلقة سماكداون بتاريخ 13 فبراير، في نزال منح الفائز موعدًا مع التوأم بيلا، ففاز ميز وموريسون بالنزال والموعد. واستمرت العداوة في الأسابيع التالية، حيث تجاوزت منافستهما على اهتمام التوام بيلا، لتركز أيضًا على الهيمنة في قسم الفرق، إذ حافظ كل فريق على ألقابه في نزالات لاحقة. وفي حلقة إي سي دبليو بتاريخ 17 مارس، أُعلن أن لقبي دبليو دبليو إي والعالم للفرق الثنائية سيتحدان في راسلمينيا تحت مسمى "بطولة دبليو دبليو إي الموحدة للفرق الثنائية".

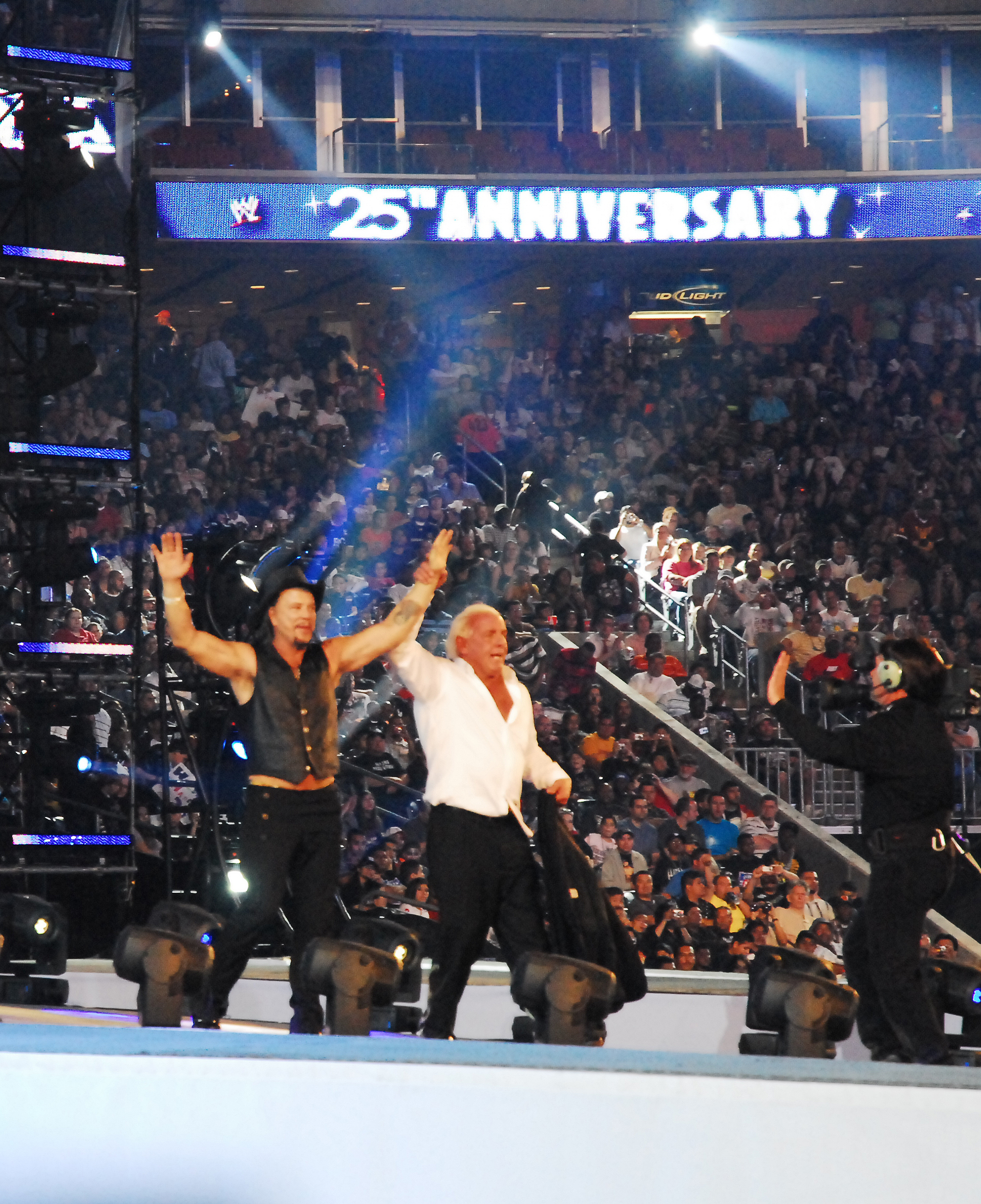
ريك فلير مع ميكي رورك في راسلمينيا 25

شهد حفل توزيع جوائز نقابة ممثلي الشاشة الخامس عشر إعلان الممثل ميكي رورك، الذي كان يلقى إشادة نقدية عن دوره في فيلم المصارع، عن نيّته المشاركة في راسلمينيا، موجهًا تحديًا صريحًا إلى كريس جيريكو. وأدى هذا الإعلان إلى مواجهة كلامية بينهما في برنامج "لاري كينغ لايف"، أظهرت تردّد رورك لاحقًا. وفي الثامن والعشرين من يناير، أعلن المتحدث باسم رورك أنّ الممثل قرر عدم خوض النزال في راسلمينيا، مع تأكيد حضوره كمتفرّج. وتحوّلت حينها سردية جيريكو إلى الهجوم على موضوع رئيسي في فيلم المصارع: احترام المصارعين المخضرمين بعد انحسار نجوميتهم، وهو أمر رفضه جيريكو بشدة. وفي حلقة رو بتاريخ 9 فبراير، ظهر ريك فلير محتجًا على إهانات جيريكو، مؤكدًا وجوب احترام المصارعين القدامى الذين مهدوا الطريق للأجيال اللاحقة، ما أشعل سجالًا حادًا بينهما. وخلال الأسابيع التالية، واجه جيريكو عددًا من الأساطير، من بينهم رودي بايبر، و ريكي ستيمبوت، وجيمي سنوكا، في فقرة "بايبرز بيت" التي كان جيريكو يستضيفها بنفسه، وانتهت كل مواجهة باعتداء جيريكو الوحشي على هؤلاء المصارعين. وفي الأسبوع اللاحق، تحدّى جيريكو ريك فلير لمواجهة مباشرة، لكن فلير رفض احترامًا لاعتزاله الحلبات، مكتفيًا بعرض الوقوف في زاوية بايبر، و ستيمبوت، وسنوكا خلال نزالهم ضد جيريكو في مواجهة غير متكافئة. قبل جيريكو التحدي، لكنه سرعان ما هاجم فلير وأراق دمه.

## الحدث
| الدور:                  | الاسم:                                         |
| ----------------------- | ---------------------------------------------- |
| معلقون اللغة الإنجليزية | جيم روس (سماكداون)                             |
| معلقون اللغة الإنجليزية | مايكل كول (رو)                                 |
| معلقون اللغة الإنجليزية | جيري لولر (رو)                                 |
| معلقون اللغة الإسبانية  | كارلوس كابريرا                                 |
| معلقون اللغة الإسبانية  | هيوغو سافينوفيتش                               |
| المحاور                 | تود غريشام                                     |
| معلق الحلبة             | ليليان غارسيا (رو)                             |
| معلق الحلبة             | جاستن روبرتس (سماكداون/مباراة ماني إن ذا بانك) |
| الحكام                  | تشارلز روبنسون                                 |
| الحكام                  | مايك كيودا                                     |
| الحكام                  | جون كون                                        |
| الحكام                  | سكوت أرمسترونغ                                 |
| الحكام                  | جاك دوان                                       |
| الحكام                  | مارتي إلياس                                    |
| الحكام                  | تشاد باتون                                     |
| الحكام                  | آرون ماهوناي                                   |

### النزال المظلم
انطلقت الأمسية قبل البث المباشر للجماهير الحاضرة في الملعب بنزال أولّي (مظلم) خاص، جمع أبطال دبليو دبليو إي للفرق الثنائية، ذا كولونز (كارليتو وبريمو)، بمنافسيهم أبطال العالم للفرق الثنائية، جون موريسون وذا ميز، في مواجهة حاسمة بنظام "مباراة حطّابين الفائز يحصد كل شيء" وسط حلبة تحيط بها مجموعة من المصارعين لضمان بقاء جميع المتنافسين داخلها وعدم فرار أي طرف. استهدف هذا النزال توحيد لقبي بطولة العالم للفرق الثنائية وبطولة دبليو دبليو إي للفرق الثنائية في لقب موحد واحد. وتمكّن الكونولز من حسم المواجهة لصالحهما بعد أن نفّذ بريمو حركة "باك ستابر" القاضية على موريسون.
ومع بدء البث المباشر للعرض المدفوع وقبل انطلاق الألعاب النارية الافتتاحية، اعتلت نيكول شيرزينغر المسرح لتؤدي النشيد الوطني الأمريكي "أمريكا الجميلة".

### النزالات التمهيدية

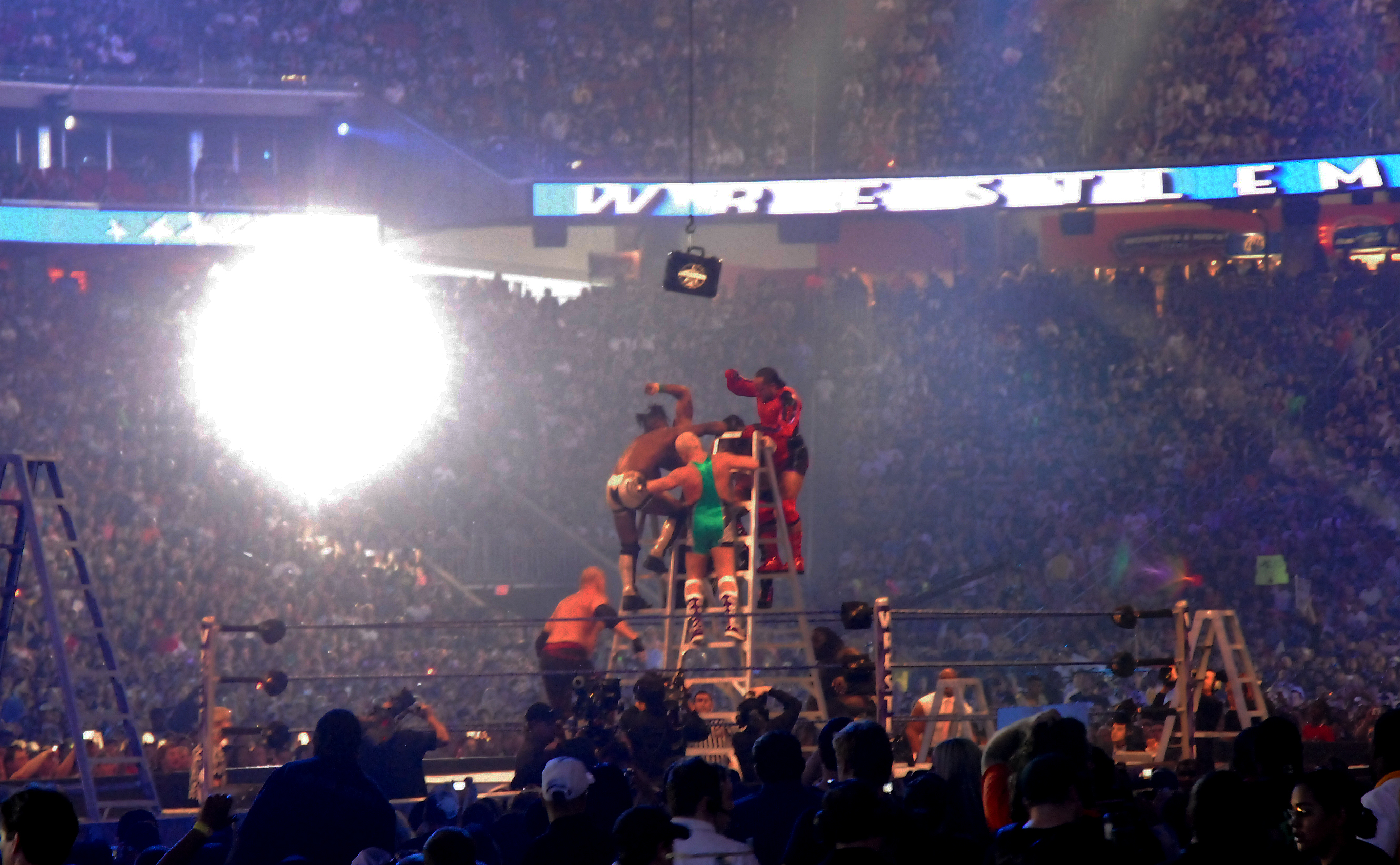
المصارعون يتقاتلون على السلم كجزء من مباراة السلم ماني إن ذا بانك

افتتح الحدث بنزال «ماني إن ذا بانك»، حيث تنافس المشاركون: سي إم بانك، كين، مارك هنري، إم في بي، شيلتون بنجامين، كوفي كينغستون، كريستيان، وفينلي على الحقيبة المعلّقة فوق الحلبة. وامتلأت المواجهة بلحظات لافتة، إذ نفّذ عدد من المصارعين قفزات جماعية مبهرة نحو أرضية الحلبة باتجاه بعضهم البعض، فيما صعد بنجامين أعلى السلم وألقى بنفسه بحركة "سينتون بومب" على خصومه. واستخدمت السلالم كسلاحٍ بطرق متنوعة، حيث رُميت على المنافسين، أو استُخدمت لزيادة قوة الهجوم كما فعل كوفي حين أسقطها مطوية على أجساد خصومه المنهكين، ثم قفز فوقها بحركة "ليغ دروب" مدمّرة. وختم النزال بمواجهة حاسمة فوق السلم بين بانك وكين، حيث وجّه بانك سلسلة ركلات عنيفة إلى كين من أعلى السلم، ما أسقطه أرضًا، ثم مدّ يده وانتزع الحقيبة المعلقة ليعلن نفسه فائزًا. وسجّل انتصاره هذا إنجازًا مميزًا بكونه ثاني فوز متتالٍ له في نزال ماني إن ذا بانك.

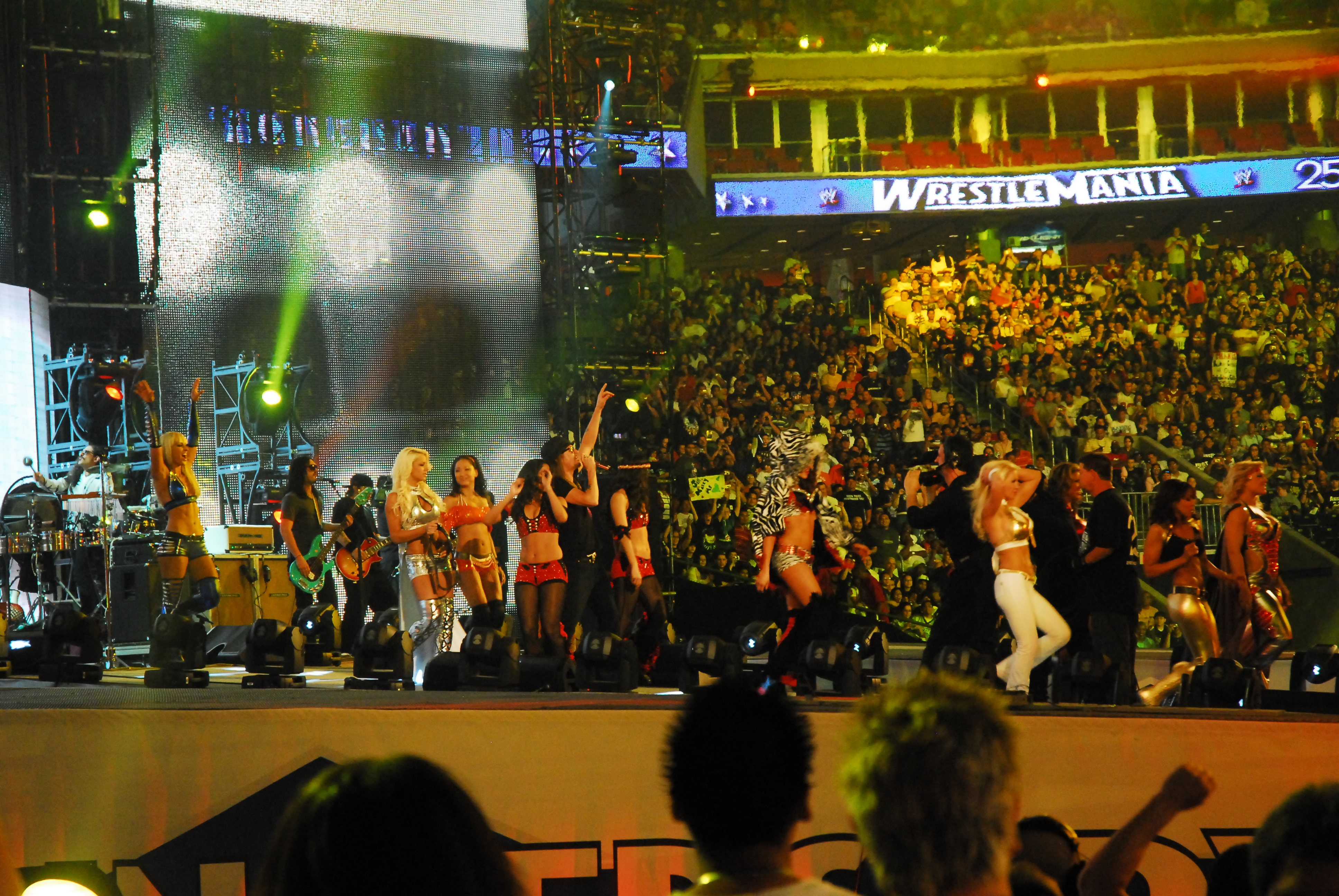
أدى كيد روك (في الوسط) عرضًا بينما كانت الديفاز في طريقها إلى الحلبة للمشاركة في نزال باتل رويال.

وعقب النزال، اعتلى "كيد روك" خشبة المسرح ليقدّم وصلة غنائية مباشرة ضمّت مزيجًا من أغنياته الشهيرة: "باويتدابا"، "روك آند رول جيسوس"، "كاوبوي"، "آل سامر لونغ" و"سو هوت". وأثناء أداء الأغنية الأخيرة، دخلت المصارعات (الديفاز) إلى الحلبة للمشاركة في نزال باتل رويال ضخم ضمّ 25 مصارعة بهدف تتويج «ملكة راسلمينيا». وجمعت المواجهة مصارعات حاليّات في دبليو دبليو إي وأخريات من نجمات الماضي، بينهن: جاكي جايدا، جوي جيوفاني، مولي هولي، ساني، توري ويلسون، وفيكتوريا. وخطف سانتينو ماريلا الفوز متنكرًا في شخصية «سانتينا» شقيقته التوأم، ليتوّج بلقب «سيدة راسلمينيا». وأدّت ماي يونغ دور الحكم الخاص للوقت، بينما قدّمت كانديس ميشيل الوشاح والتاج إلى سانتينا وسط أجواء احتفالية طريفة.
خاض كريس جيريكو النزال التالي في مواجهة الأساطير ريكي ستيمبوت، وجيمي سنوكا، ورودي بايبر في مباراة إقصائية غير متكافئة ثلاثة ضد واحد، حيث رافق الأساطير إلى الحلبة الأسطورة ريك فلير. وسرعان ما أجبر جيريكو سنوكا على الاستسلام بحركة "جدران جيريكو"، ثم وجّه ضربة "إنزوجيري" إلى بايبر وثبّته بنجاح. أما ستيمبوت، فقد صمد وحده بعد زميليه، وقدم عرضًا رائعًا من حركاته الكلاسيكية، مثل سحب الذراعين، والصفعات الحادة، و"قفزة بلانشا" خارج الحلبة. ومع ذلك، تمكّن جيريكو من استعادة السيطرة عبر تنفيذ حركة "كود بريكر"، ثم ثبت ستيمبوت ليحسم النزال لصالحه. وبعد نهاية المواجهة، وجّه جيريكو تحديًا مباشرًا إلى الممثل ميكي رورك، الذي كان جالسًا عند الصف الأمامي. وصعد رورك إلى الحلبة أخيرًا، ووجّه لكمة قوية إلى جيريكو أسقطته أرضًا، قبل أن ينال تحية حارة من ريك فلير.
شهد النزال الرابع مواجهة دامية بقوانين "إكستريم رولز" بين الأخوين جيف ومات هاردي، حيث تبادل الاثنان هجمات شرسة باستخدام مختلف الأسلحة والأدوات المخفية تحت الحلبة. وشهد النزال لحظات خطيرة، أبرزها حين قفز جيف من أعلى الزاوية لينفّذ ضربة "سبلاش" على شقيقه الموضوع بين طاولتين وكرسي حديدي. وسعى جيف لإنهاء النزال بنصب سلّم والقفز من فوقه بحركة "ليغ دروب" قافزًا من وضع الجلوس، لكنه أخطأ هدفه بعدما تفادى مات الضربة في اللحظة الأخيرة، ما منح الأخير الأفضلية. واستغل مات الفرصة، ووضع رأس شقيقه بين مسندي الكرسي الحديدي، ثم نفّذ حركة "تويست أوف فايت" القاضية، ليثبّت جيف ويفوز بالنزال بالتثبيت.

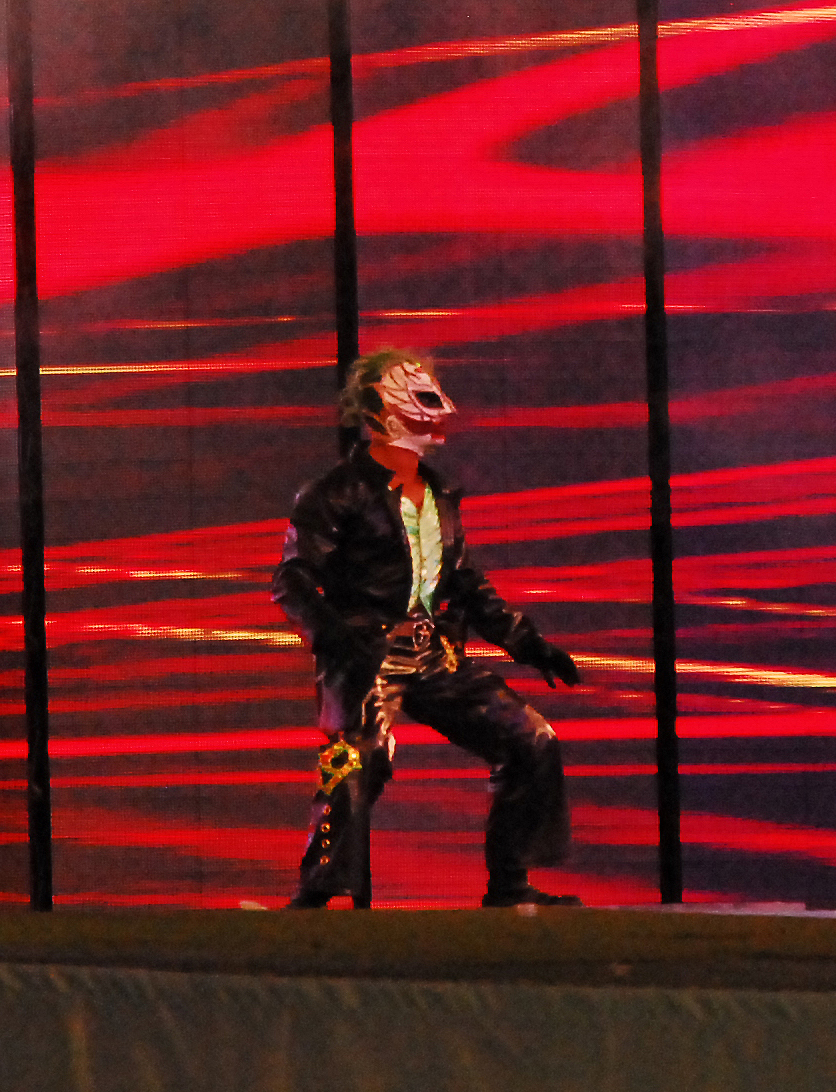
واجه ري ميستيريو، الذي ارتدى زي الجوكر في راسلمينيا، جي بي إل على بطولة القارات.

تواجه ري ميستيريو في نزال فردي مع حامل لقب القارّات جون "برادشو" لايفيلد (جي بي إل)، في أول مرة يُدافَع فيها عن اللقب في عرض راسلمينيا منذ النسخة الثامنة عشرة. وقبل انطلاق الجرس، باغت جي بي إل خصمه بالركل واللكم لثوانٍ. لكن، ومع انطلاق المواجهة رسميًا، صدم ميستيريو الجميع حين نفّذ حركة 619 سريعًا، ثم ثبّت خصمه ليفوز بالنزال في 22 ثانية فقط. وبعد الهزيمة المذلّة، أمسك جي بي إل بالميكروفون وأعلن: "أنا أستقيل!"، لتكون تلك آخر مباراة فردية له مصارعًا نشطًا داخل الحلبات.

### النزالات الرئيسية

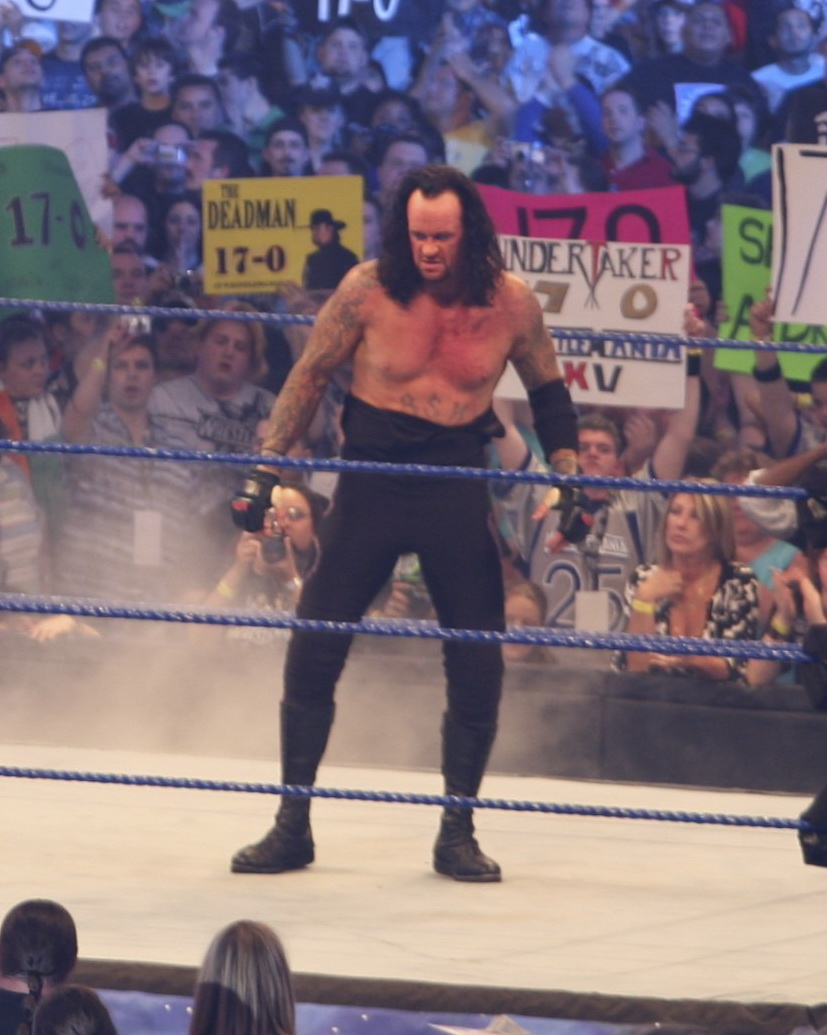
أندرتيكر، بعد هزيمة شون مايكلز لتمديد سلسلة انتصاراته في راسلمينيا إلى 17-0

شهد النزال التالي مواجهة أسطورية جمعت أندرتيكر بشون مايكلز. ودخل مايكلز إلى الحلبة من منصة متدلية من الأعلى في مشهد يرمز إلى النور، في تناقض صارخ مع أندرتيكر الذي خرج من باطن المسرح وسط ألسنة اللهب المتصاعدة. وبدأت المواجهة بإيقاع سريع، تبادل فيه المصارعان الضربات وتصديا لبعضهما بحركات مضادة، قبل أن يتظاهر مايكلز بإصابة في ركبته ليكسب أفضلية خادعة ويبطئ نسق النزال. وأفضت هذه الحيلة إلى تبادل سلس لحركاتهما المميزة وتثبيتات الإخضاع، حيث نجح مايكلز في الهروب من حركة «بوابة الجحيم» وتفادى محاولات عدة للضربة القاضية «تشوك سلام»، في حين أحبط أندرتيكر محاولات مايكلز لتنفيذ ركلته الشهيرة «سويت تشن ميوزيك». وانتقل النزال إلى خارج الحلبة عندما حاول مايكلز تنفيذ قفزة «مون سولت»، لكن أندرتيكر تراجع وتفاداها بذكاء. وعقب ذلك حاول أندرتيكر قفزته الانتحارية فوق الحبال، غير أن مايكلز جذب المصوّر القريب (الذي أدى دوره سيم سنوكا) إلى مسار أندرتيكر. ولم تسر اللقطة كما خُطط لها، إذ كان من المفترض أن يدفع مايكلز الحكم بعيدًا ويجذب سنوكا ليتلقى أندرتيكر بأمان، لكن سنوكا كان واقفًا بعيدًا، ما أدى إلى سقوط أندرتيكر رأسًا تقريبًا على الحصائر الواقية حول الحلبة. وظل أندرتيكر مطروحًا على الأرض لفترة، بينما أعاد مايكلز الحكم إلى الحلبة وأمره بالعد على أندرتيكر. وبدأ الحكم العد بينما كان أندرتيكر يستعيد وعيه، وعند العد التاسع نجح في العودة إلى الحلبة متفاديًا العد الكامل. وتواصلت المواجهة الملحمية بأداء كلا المصارعين لحركاتهم القاضية الشهيرة، حيث نفّذ أندرتيكر «لاست رايد» و«شوك سلام»، في حين وجّه مايكلز ضربته «سويت تشن ميوزيك» مرتين، ثم وجّه أندرتيكر ضربة «تومبستون بايلدرايفر» – وكلها أسفرت عن محاولات تثبيت قريبة من الحسم. وفي النهاية، حاول مايكلز مجددًا تنفيذ «مون سولت»، لكن أندرتيكر التقطه في الهواء وحوله بضربة «تومبستون» قاضية أخرى أنهت النزال لصالحه. وبهذا الانتصار، حافظ أندرتيكر على سجله الأسطوري بلا هزيمة في راسلمينيا، رافعًا رصيده إلى 17 انتصارًا دون أي خسارة. وخلال النزال، انقسم الجمهور بين تشجيع المصارعين، وهتفوا في إحدى اللحظات بحماس "هذا رائع!" تعبيرًا عن إعجابهم بعظمة المواجهة.
تنافس المصارعون على بطولة العالم للوزن الثقيل في نزال ثلاثي جمع البطل إيدج وبيغ شو وجون سينا، الذي دخل إلى الساحة محاطًا بصف طويل من أشباهه في مشهد استعراضي لافت. وجُلبت فيكي غيريرو إلى جوار الحلبة على كرسي متحرّك يدفعه تشافو غيريرو، بسبب تورطها العاطفي مع كل من إيدج وبيغ شو. وبدأت المواجهة بتبادل اللكمات العنيفة وتحالف مبكر بين إيدج وبيغ شو، سرعان ما انهار بعد اختلافهما. وامتد النزال إلى خارج الحلبة حيث وجّه إيدج ضربة "سبير" قوية أطاحت ببيغ شو عبر الحاجز الحديدي. وأعاد سينا إيدج إلى الحلبة، ثم نفّذ عليه حركة "إس تي إف" قبل أن يتدخل بيغ شو ويفسد محاولة التثبيت. ووجد سينا وإيدج نفسيهما مضطرين للتحالف مؤقتًا لإخراج بيغ شو من الحسابات، لكنهما سرعان ما انقلبا على بعضهما. وختم سينا النزال بطريقة مذهلة حين حمل إيدج وبيغ شو معًا في الوقت نفسه، ونفّذ حركة "آتتيتيود أدجستمنت" أولًا على بيغ شو، ثم أسقط إيدج فوقه بالحركة نفسها، ليثبت بيغ شو ويفوز بلقب بطولة العالم للوزن الثقيل للمرة الثانية في مسيرته.
عقب ذلك، قُدّم نجوم قاعة مشاهير دبليو دبليو إي لعام 2009 إلى الجماهير بحسب الترتيب الذي أعلنه جاستن روبرتس: تيري ودوري فانك جونيور، "كاوبوي" بيل واتس، هاوارد فينكل، كوكو بي وير، عائلة فون إيريك (ممثلة بكيفن فون إيريك)، ريكي "ذا دراغون" ستيمبوت، وأخيرًا ستون كولد ستيف أوستن. وبعد هذه التقديمات، قاد أوستن مركبة آي تي في حول الحلبة وبين الجماهير، واحتفل معهم برفع أكواب البيرة.

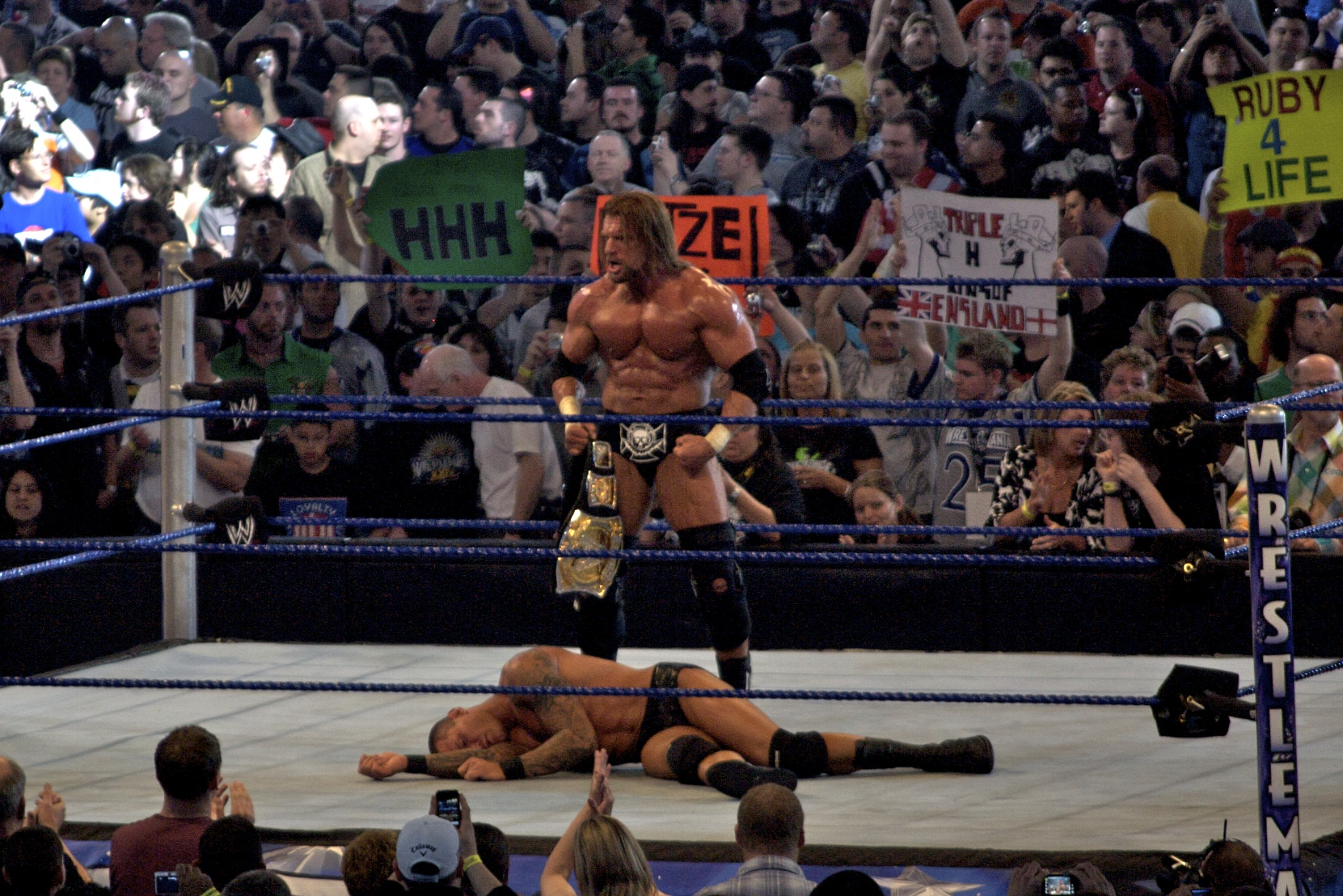
تريبل اتش بعد الاحتفاظ ببطولة دبليو دبليو إي ضد راندي أورتن

واختُتمت الأمسية بالنزال الأخير على بطولة دبليو دبليو إي، حيث تواجه البطل تريبل إتش مع راندي أورتن. وبحسب شرط مسبق وضعته فيكي غيريرو، كان على تريبل إتش تجنّب أي إقصاء أو عد خارج الحلبة، وإلا سيخسر لقبه لصالح أورتن. وحمل تريبل إتش مطرقته الحديدية الشهيرة، لكنه تخلّى عنها قبل دخول الحلبة حين رماها عبر الجدار الزجاجي. وفي الدقائق الأولى، سعى تريبل إتش لإلحاق أكبر قدر ممكن من الضرر بأورتن من دون خرق القوانين أو التعرّض للإقصاء. ورد أورتن بحركة "باك بودي دروب" أسقطت تريبل إتش على طاولة المعلقين الإسبانية. وفي إحدى اللحظات، دفع أورتن خصمه نحو زاوية الحلبة حيث كان الحكم واقفًا، ما تسبب في اصطدامهما وإفقاد الحكم وعيه. واستغل أورتن الموقف، فنفّذ حركة "آر كيه أو" على تريبل إتش، ثم غادر الحلبة لالتقاط المطرقة الحديدية. وأثناء عودته، باغته تريبل إتش بركلة عنيفة إلى الرأس، ثم استعاد مطرقته منه وسدد بها ضربة قاضية، قبل أن ينهي النزال بحركة "بيديجري" الشهيرة، ليحتفظ بلقب بطولة دبليو دبليو إي وسط هتافات الجماهير.

## التقييمات

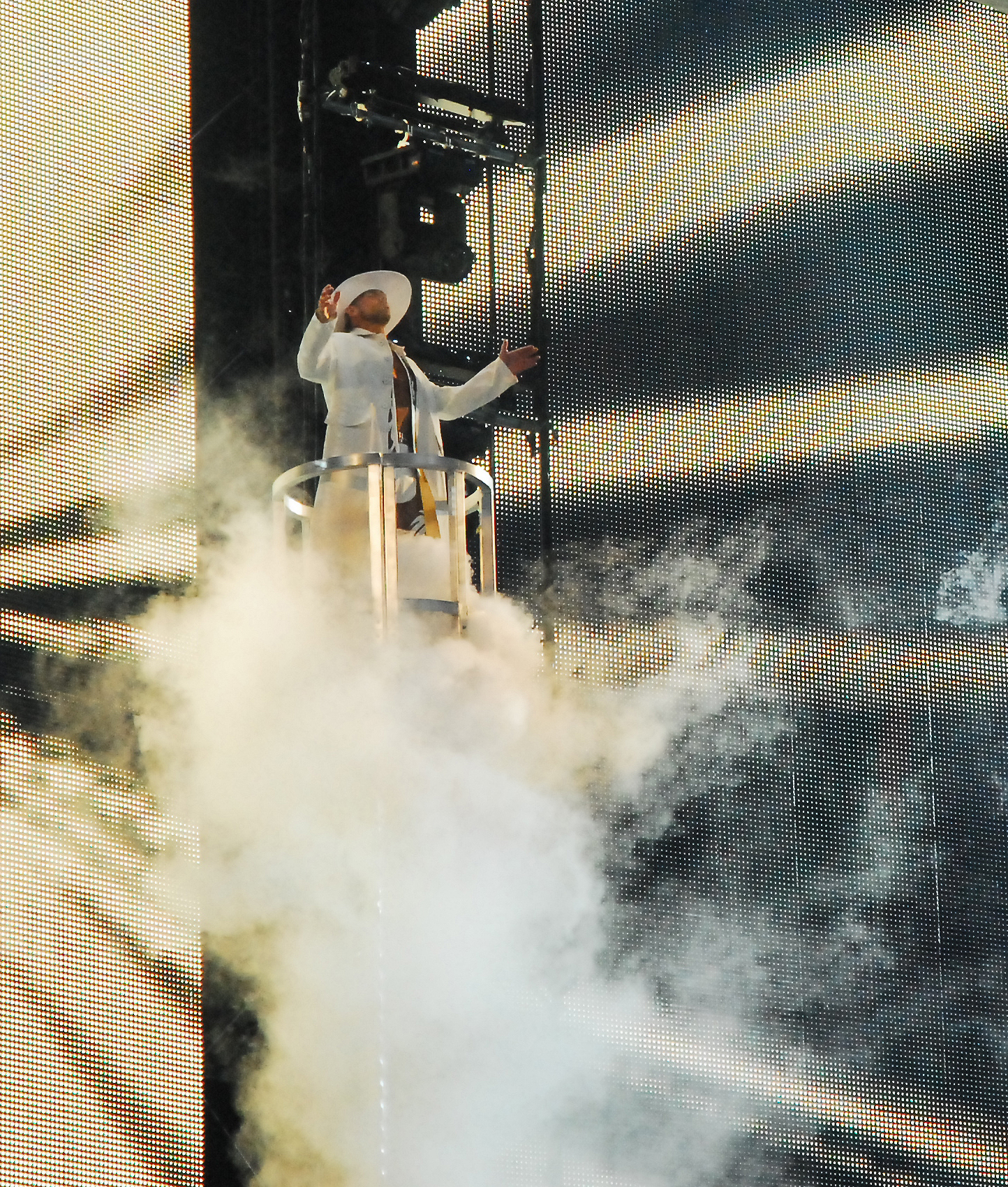
شون مايكلز، الذي شوهد وهو يدخل راسلمينيا 25، سيحاول إنهاء سلسلة انتصارات أندرتيكر في الحدث؛ وقد نالت المباراة استحسان النقاد وغالباً ما تعتبر واحدة من أعظم المباريات في تاريخ المصارعة المحترفة.

حصد عرض راسلمينيا 25 آراء متباينة من مصادر متعددة. وانتقد غوردون هولمز من «كومكاست» الفقرة الغنائية المصغّرة التي قدّمها كيد روك، قائلًا باستهجان: «كيد روك يحظى بعشر دقائق بينما يُستبعد ذا ميز وموريسون؟ إنه تجديف!» وانتقد أيضًا نزال الباتل رويال الخاص بالسيدات، واصفًا إياه بـ«الفوضوي» وأضاف: «لم نحصل حتى على مقدمات لائقة للمصارعات العائدات مثل ساني، مولي هولي، وتوري ويلسون». أما ديل بلومر من «سلام سبورتس» التابعة لموقع كندي أونلاين إكسبلورر، فقال إن أعلى نزالات البطاقة هذا العام بدا شبيهًا جدًا بالعام الماضي «فقط استبدل فلويد مايويذر جونيور بشون مايكلز والبقية كما هم». لكنه في المقابل أثنى على مواجهة أندرتيكر وشون مايكلز مانحًا إياها تقييم عشرة من عشرة، وهو أعلى تقييم له، في حين منح النزال الرئيسي سبعة من عشرة، ليقيّم العرض ككل بدرجة 7.5 من 10. بدوره، وجّه ويد كيلر من «نشرة برو رسلينغ تورش» انتقادًا لأداء كيد روك، لكنه مدح نزال أندرتيكر ومايكلز مانحًا إياه خمس نجوم من أصل خمس، ومضيفًا: «النزال الذي استحق إنهاء هذا العرض كان أندرتيكر–مايكلز». وقدّم موقع آي جي إن مراجعته الخاصة، حيث امتدح الكاتب دان آيفرسون أداء كوفي كينغستون، وشون مايكلز، وريكّي ستيمبوت، لكنه انتقد اتحاد دبليو دبليو إي لعدم عرضه نزال توحيد بطولة الفرق الزوجية خلال العرض الرئيسي. وختم مراجعته بالقول: «من المؤسف أن بطاقة العرض لم تحقق كامل إمكاناتها»، مانحًا إياه تقييمًا إجماليًا بلغ سبعة من عشرة. أما أراش مركازي من «سبورتس إلوستريتد»، فكتب أن ظهور ميكي رورك «ربما كان من أسوأ المشاركات تنفيذًا في تاريخ راسلمينيا».
تلقى النزال الرئيسي بين راندي أورتن وتريبل إتش آراء سلبية عمومًا من النقّاد، واعتُبر نهاية مخيّبة للعرض. وذكر هولمز من «كومكاست» أن النزال «لم ينجح أبدًا في تحقيق الانسجام». وصرّح كيفن إيك من صحيفة «ذا بالتيمور صن» بأنه شعر بـ«خيبة أمل لعدم إحساسه بخصوصية أكبر للنزال بعد زوايا تمهيدية ممتازة على شاشة التلفاز». أما نيك تايواك من «سلام رسلينغ» فكتب أنه كان «متماسكًا ويحوي قدرًا من الدراما، لكن غياب أي تدخلات خارجية أو تحوّلات في الحبكة أفشل في بث الشعور ذاته بالطاقة الذي كان يملأ ملعب ريليانت قبل ساعات. كان رد الفعل الأولي أشبه بـ“هذا كل شيء؟”». ومنح ويد كيلر النزال تقييم 3.75 من 5، واصفًا إياه بأنه «جيد، مخطط ومنفذ بعناية، ومناسب تمامًا للقصة والخلاف»، لكنه أضاف أنه «لم يستطع ببساطة مجاراة الكلاسيكية التي حصلت في النزالين السابقين».
حظيت المواجهة بين أندرتيكر وشون مايكلز بإجماع واسع من الإشادة، إذ نالت جائزة «نزال العام 2009» من كل من برو رسلينغ إلستريتد ونشرة رسلينغ أوبزرفر، وكذلك في جوائز «سلامي» لعام 2009. واعتُبرت واحدة من أعظم المباريات في تاريخ المصارعة الحرة، حيث وصفها بريت هارت بأنها «واحدة من أفضل المباريات التي شاهدتها منذ سنوات»، في حين عدّها تريبل إتش، وتوني شيفوني، وشين تايلور «الأعظم على الإطلاق»، وهو رأي شاركته كذلك منشورات مثل بليتشر ريبورت. وأكد جيم روس أنه «لم يرَ في حياته نزالًا أكثر إقناعًا نفسيًا من ذلك الذي قدّمه شون وأندرتيكر تلك الليلة»، بينما صرّح آرن أندرسون: «إذا أردت أن تُجلس شخصًا لم يشاهد مصارعة من قبل وتمنحه انطباعًا إيجابيًا، فعليك أن تريه هذا النزال». ومنح ديف ميلتزر المباراة تقييم 4.75 نجمة من أصل 5، معلقًا بأنه «شعر ببعض التوقعية فيها» ما منعها من نيل العلامة الكاملة. وأكد أندرتيكر أن كليهما «قدّم كل جوانب الحكاية وجودة الأداء»، فيما وصفها مايكلز بأنها «أجمل شيء مثالي قمت بأدائه داخل حلبة مصارعة طوال حياتي». وصنّفتها دبليو دبليو إي في المرتبة الأولى على قائمة «أفضل 100 مباراة عليك مشاهدتها قبل أن تموت»، وكذلك على رأس قائمة «أفضل 50 نزالًا في تاريخ راسلمينيا» على قناتها في يوتيوب.

## ما بعد العرض
استمرت العداوة بين تريبل إتش وراندي أورتن عقب مهرجان راسلمينيا، حيث تواجه المصارعان في نزال فرق سداسي في عرض باكلاش الذي تلا عرض رو. جمع النزال بين تريبل إتش، وشين مكمان، وفينس مكمان، ضد فريق "ذا ليغاسي" المكوّن من راندي أورتن وتلميذيه تيد ديبياسي جونيور وكودي رودز. لكن دور فينس مكمان في النزال أُلغي لاحقًا ليحلّ محله العائد باتيستا. وفي باكلاش، تمكن أورتن وفريقه من هزيمة تريبل إتش، وشين، وباتيستا، لينتزع أورتن بطولة دبليو دبليو إي. وبعد انتهاء العرض، تعرّض تريبل إتش لركلة قاضية من أورتن أخرجته من المنافسات، فيما هاجم فريق ليغاسي شين مكمان ونُقل على إثر ذلك محمولًا على نقالة. وبعد شهرين، لقي باتيستا المصير ذاته وأُخرج من الحلبة تحت حراسة أمنية، بينما عاد تريبل إتش لاحقًا ليواصل صراعه المرير مع أورتن. وتواجه الاثنان لاحقًا في نزال "آخر رجل صامد" على لقب دبليو دبليو إي، لكنه انتهى دون نتيجة. ثم تفوق أورتن على تريبل إتش في نزال "ثلاث مراحل من الجحيم" في عرض ذا باش، قبل أن يُختتم العداء بينهما في نزال ثلاثي الأطراف في نايت أوف تشامبيونز، احتفظ فيه أورتن باللقب أمام كل من تريبل إتش وجون سينا. وبعدها دخل أورتن في عداوة جديدة مع سينا، بينما شرع تريبل إتش في إعادة تشكيل فريق دي-جينيريشن إكس.
في الحلقة ذاتها من عرض رو، أُعلن عن انتقال فيكي غيريرو من منصبها كمديرة عامة لعرض سماكداون لتصبح المديرة الدائمة لعرض رو. وكان أول قرار رسمي تتخذه في منصبها الجديد هو إعلان نزال "آخر رجل صامد" بين جون سينا وإيدج على بطولة العالم للوزن الثقيل في عرض باكلاش.
استمرت الخصومة الشرسة بين مات هاردي وجيف هاردي في حلقة سماكداون التالية لمهرجان راسلمينيا، وشهدت الحلقات اللاحقة سلسلة من الاشتباكات المتبادلة بين الأخوين. ونتيجة لذلك، أعلن المدير العام الجديد لعرض سماكداون، ثيودور لونغ، عن إقامة نزال أخير بين الطرفين في باكلاش، على أن يكون من نوع "أنا أستسلم".
عقب فوزه بحقيبة ماني إن ذا بانك، انتقل سي إم بانك إلى عرض سماكداون، حيث حاول مرارًا تفعيل فرصته للحصول على نزال بطولة. وتمكن أخيرًا من تحقيق ذلك في عرض إكستريم رولز بشهر يونيو، حين هزم جيف هاردي وانتزع منه بطولة العالم للوزن الثقيل. وكان هاردي قد واجه إيدج قبل ذلك في نزال سُلّم على اللقب ذاته، وتمكّن من حبس إيدج بين درجات السلم وتسلقه لانتزاع الحزام المُعلّق. غير أن بانك استغل الفرصة مباشرة، وفعل عقد ماني إن ذا بانك، لينفذ ضربته القاضية "جي تي إس" مرتين متتاليتين، وينتزع اللقب.
بعد أحداث راسلمينيا، أخذ كل من شون مايكلز وأندرتيكر إجازة لمدة أربعة أشهر من الشركة. عاد شون في وقت لاحق ليعيد تشكيل فريق دي-جينيريشن إكس مع تريبل إتش، وتواجها مع فريق ذا ليغاسي في عرض سمرسلام. أما الأندرتيكر، فعاد هو الآخر في الحدث ذاته، وهاجم بطل العالم للوزن الثقيل حينها، سي إم بانك. وفي حفل جوائز سلامي، نال نزال أندرتيكر وشون مايكلز جائزة "أفضل نزال في العام"، حيث عبّر مايكلز عن فخره بصناعة التاريخ في راسلمينيا، لكنه فاجأ الجميع بتحديه لأندرتيكر في إعادة للمواجهة في مهرجان راسلمينيا التالي. غير أن أندرتيكر رفض التحدي، معللًا بأن لا شيء آخر لديه ليُثبته لمايكلز، وأبلغه أن عليه أن يستحق تلك الفرصة. حاول مايكلز نيل الفرصة من خلال مشاركته في رويال رامبل لعام 2010، لكنه أُقصي على يد باتيستا. ثم حاول الدخول إلى نزال غرفة الإقصاء على بطولة دبليو دبليو إي، إلا أنه خسر في التصفيات أمام راندي أورتن. غير أن مايكلز ظهر لاحقًا في عرض إليمينيشن تشامبر، وتسبّب في خسارة الأندرتيكر للقبه العالمي. في الليلة التالية على عرض رو، وافق الأندرتيكر على إعادة النزال في راسلمينيا، بشرط أن يعتزل مايكلز في حال خسر المواجهة. وفي راسلمينيا 26، تفوّق الأندرتيكر على مايكلز في نزال "السلسلة مقابل المسيرة"، منهياً بذلك مسيرة مايكلز داخل الحلبة. وفي الليلة التالية على عرض رو، ألقى مايكلز خطاب وداع مؤثرًا إلى الجماهير، بحضور صديقه وشريكه في فريق دي إكس، تريبل إتش، الذي رافقه خلال لحظاته الأخيرة قبل مغادرته.
كان راسلمينيا 25 هو الأخير الذي شاركت فيه علامة إي سي دبليو، وكذلك بطولة إي سي دبليو، إذ أُلغيت العلامة التجارية نهائيًا في فبراير 2010، وتبعها إلغاء البطولة المرتبطة بها.

## النتائج
| رقم                                                 | النتائج | الشروط                                                                        | الوقت |
| --------------------------------------------------- | --- | ----------------------------------------------------------------------------- | ----- |
| 1                                                   | ذا كولونز (كارليتو وبريمو) (دبليو دبليو إي) هزموا جون موريسون وذا ميز (العالم) بالتثبيت                                                   | نزال حطابين لتوحيد بطولة العالم للفرق وبطولة دبليو دبليو إي للفرق [a]         | 8:00  |
| 2                                                   | سي إم بانك هزم كريستيان، فينلي (برفقة هورنسواغل)، كين، كوفي كينغستون، مارك هنري (برفقة توني أطلس)، مونتيل فانتيفيوس بورتر وشيلتون بنجامين | نزال سلّم ماني إن ذا بانك                                                      | 14:32 |
| 3                                                   | سانتينا مارّيلا فاز/ت بعد أن أقصى/ت أخر واحدة بيث فينكس                                                                                    | نزال باتل رويال للقب "سيدة رسلمينيا"، ماي يونغ كانت مراقبة ضيفة خاصةb         | 7:25  |
| 4                                                   | كريس جيريكو هزم جيمي سنوكا، ريكي ستيمبوت ورودي بايبر (برفقة ريك فلير) بالتثبيت                                                            | مباراة إقصائية غير متكافئة                                                    | 8:33  |
| 5                                                   | مات هاردي هزم جيف هاردي بالتثبيت | نزال من نوع إكستريم رولز                                                      | 13:38 |
| 6                                                   | ري ميستيريو هزم جون "برادشو" ليفيلد (البطل) بالتثبيت                                                                                      | نزال فردي على بطولة القارات                                                   | 0:21  |
| 7                                                   | أندرتيكر هزم شون مايكلز بالتثبيت | نزال فردي                                                                     | 30:44 |
| 8                                                   | جون سينا هزم بيغ شو وإيدج (البطل) (برفقة فيكي غيريرو وتشافو غيريرو) بالتثبيت                                                              | مباراة ثلاثية على بطولة العالم للوزن الثقيل                                   | 14:33 |
| 9                                                   | تريبل إتش (البطل) هزم راندي أورتن بالتثبيت                                                                                                | نزال فردي على بطولة دبليو دبليو إي لو عُدّ على تريبل إتش أو استُبعد، لخسر اللقب. | 24:35 |
| - (c) – تشير إلى البطل (الأبطال) عند بداية المباراة | |                                                                               |       |

- a  شارك في دور الحطابين: ذا براين كيندريك، تشارلي هاس، كيرت هوكينز، دولف زيغلر، إيفان بورن، إيزيكيل جاكسون، هوريكان هيلمز، غولدست، ذا غريت كالي، جاك سواغر، جيمي نوبل، جيمي وانغ يانغ، جاي تي جي، مايك نوكس، بول بيرتشيل[الإنجليزية]، آر تروث، شاد غاسبارد، تومي دريمر، فلاديمير كوزلوف، ويليام ريغال، وزاك رايدر.[93]
- b  شاركت أيضًا: أليشا فوكس، بري بيلا، إيف توريس، غايل كيم، جاكي غايدا، جيليان هال، جوي جيوفاني، كاتي ليا بيرتشيل، كيلي كيلي، ليلى، ماريا، ماريس، ميلينا، ميشيل مكول، ميكي جيمس، مولي هولي، ناتاليا، نيكي بيلا، روزا منديز، ساني، تيفاني، توري ويلسون، وفيكتوريا.[94][95]

## روابط خارجية
- الموقع الرسمي لراسلمينيا 25